# Dialektologisches Informationssystem von Bayerisch-Schwaben
Das Dialektologische Informationssystem von Bayerisch-Schwaben (DIBS) ist ein an der Bayerischen Akademie der Wissenschaften angesiedeltes, großlandschaftliches Dialektwörterbuch. Es vervollständigt die Erforschung und Dokumentation der oberdeutschen Dialekte innerhalb des Freistaats Bayern, da es dessen drittgrößten Sprachraum bearbeitet und somit zusammen mit den ebenfalls an der Akademie beheimateten Schwesterprojekten – dem Bayerischen Wörterbuch und dem Fränkischen Wörterbuch – alle großen Sprachräume Bayerns abgedeckt sind.

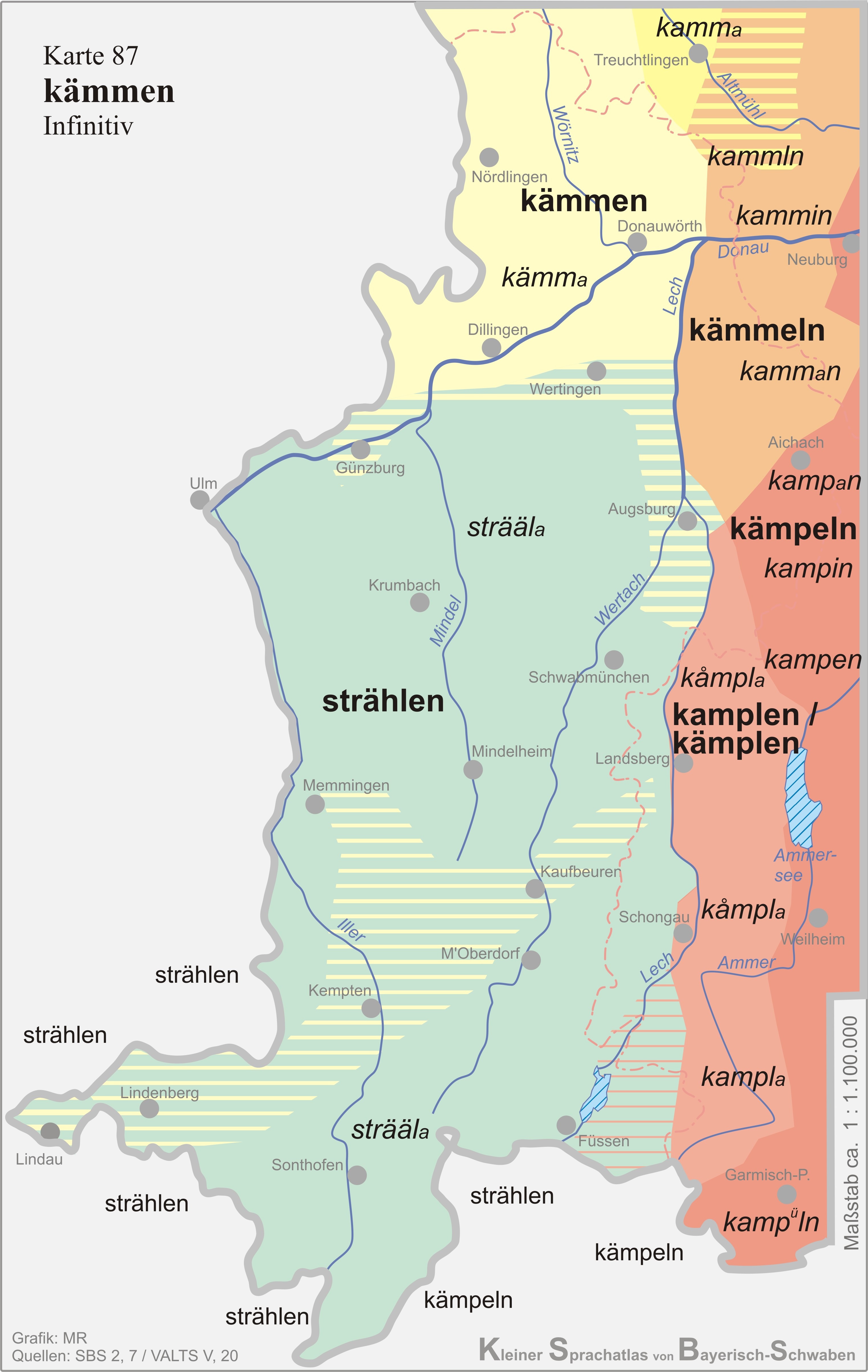
Die Sprachkarte zeigt die Verteilung der Verben „kämmen“ und „strählen“ in Bayerisch-Schwaben sowie in angrenzenden Teilen Oberbayerns.

## Charakteristik
DIBS ist ein rein digital angelegtes Forschungsprojekt zur Beschreibung des schwäbisch-alemannischen Wortschatzes in Schwaben (Bayern). Die zu diesem Zweck verfassten Wortartikel sollen durch multimediale Inhalte (Bilder, Ton- und Videodokumente) und Sprachkarten des Sprachatlas von Bayerisch-Schwaben (SBS) ergänzt werden. Auch die Einsicht in die Quellen (siehe Materialbasis) soll ermöglicht werden.

## Materialbasis
Dem Projekt liegen mehr als 400 schriftliche Quellen sowie eine große Anzahl von Fragebögen zugrunde, deren dialektale Inhalte zum überwiegenden Teil in der frei zugänglichen Projektdatenbank erfasst sind. Die älteste Quelle stammt aus dem Jahr 1738. Der Schwerpunkt liegt jedoch auf über 600.000 Belegen aus dem 20. Jahrhundert. Sie spiegeln die in diesem Zeitraum lebendige Alltagssprache wider. Rund ein Viertel der Quellen stammt von Dialektsprecherinnen und -sprechern, die ihre Aufzeichnungen dem Projekt zur Verfügung gestellt haben.

## Geschichte
Das Projekt begann 1998 auf Anregung von Werner König. Ziel war es, in einem Zeitraum von zehn Jahren ein gedrucktes Dialektwörterbuch für Bayerisch-Schwaben zu erstellen. Es sollten dadurch Lücken im Wortschatz des Schwäbischen Wörterbuchs von Herrmann Fischer geschlossen werden. Hierfür wurden zunächst Belege in einer Datenbank erfasst. Ab 2006 begann schließlich die Erarbeitung von Wortartikeln. Zeitgleich erstellte ein Informatikstudent ein Programm, das die Überführung der in der Datenbank erarbeiteten Wortartikel in eine genau festgelegte Artikelform bewältigte. Allmählich zeigte sich, dass die Bearbeitung des in der Datenbank lagernden Sprachmaterials mindestens zwei Jahrzehnte in Anspruch nehmen würde, sodass das geplante Druckwerk auf eine Auswahl von 3.000 Dialektwörtern begrenzt wurde. 2013 erschien es als „Dialektwörterbuch von Bayerisch-Schwaben. Vom Allgäu bis zum Ries“.
Seit 2017 wird das Projekt an der Bayerischen Akademie der Wissenschaften fortgeführt. Dort soll bis 2044 das in der Datenbank verbliebene, nicht für das Druckwerk verwendete Wortmaterial weiterbearbeitet und zusammen mit den bereits im Druck erschienenen Wortartikeln als Online-Wörterbuch veröffentlicht werden. Es entstand zudem die Idee, die Wortartikel mittels moderner technischer Möglichkeiten mit Bild- und Tondokumenten sowie mit Sprachkarten zu ergänzen und den Zugriff – soweit dies die Verlags- und Autorenrechte erlauben – auf die verwendeten Quellen zu ermöglichen. Für die Onlinepräsenz mussten die Daten aus der Ursprungsdatei in eine webbasierte Datenbankanwendung umgezogen werden. Mithilfe projektangepasster Auszeichnungssprachen werden diese dann auf der Internetplattform Bayerns Dialekte Online (BDO) publiziert.
Im Februar 2019 übernahm Alfred Wildfeuer die Projektleitung von Werner König.
| Zeitraum  | Name                | Funktion                           |
| --------- | ------------------- | ---------------------------------- |
| 1998–2024 | Brigitte Schwarz    | Aufbau der Datenbank und Redaktion |
| 2017–2022 | Edith Burkhart-Funk | Redaktion                          |
| seit 2024 | Johann Wellner      | Redaktion                          |

## Publikationsstand
Das gesamte Sprachmaterial steht im oben genannten Redaktionssystem online und wird dort sukzessive bearbeitet. Hierbei wird nicht alphabetisch vorgegangen, sondern primär nach Wortfeldern oder Wortfamilien. Mit Stand März 2025 liegen etwas mehr als 6.500 der insgesamt 41.285 Dialektwörter in Form von Wortartikeln vor. Sie sind im Sprachinformationssystem Bayerns Dialekte Online frei zugänglich und in einer lesbaren Form aufbereitet, die sich an der Struktur gedruckter Wörterbücher orientiert, allerdings auch Möglichkeiten des modernen Mediums Internet nutzt. Artikel, die noch nicht vollständig bearbeitet sind, sind ebenfalls in BDO integriert und verweisen auf das Redaktionssystem von DIBS.